# Eric Wheeler
Eric N. Wheeler (* um 1980 in Washington, D.C.) ist ein US-amerikanischer Musiker (Kontrabass, Komposition) des Modern Jazz.

## Leben und Wirken
Wheeler wurde zunächst von seiner Mutter gefördert; eine klassische Musikausbildung erhielt er dann, als er mit neun Jahren Schüler im DC Youth Orchestra Program wurde, und besuchte mit 13 Jahren die Duke Ellington School for the Arts, wo er Jazzmusik studierte. Unterricht hatte er bei Carolyn Kellock. In dieser Zeit trat er auch in Kanada, Frankreich, England und Deutschland auf. 1998 erhielt er ein Stipendium des National Symphony Youth Fellowship Program und studierte bei Jeff Weisner, Bassist im National Symphony Orchestra. Ab Herbst 2000 studierte er Jazz an der Howard University, mit dessen Universitätsensemble unter Leitung von Fred Irby III auch 2001–06 erste Aufnahmen entstanden.
Während seines Studiums an der Howard University arbeitete Wheeler im Raum Washington sowohl im Bereich der klassischen wie auch der Jazzmusik; er trat u. a. im Spielstätten wie Bohemian Caverns, Blues Alley und im Kennedy Center auf. 2006 schloss er sein Studium nach dem Bachelor mit dem Master ab. Seitdem arbeitete er u. a. mit Stefon Harris, Tim Warfield, Benny Golson, Curtis Fuller, Delfeayo Marsalis, Russell Malone, Pharoah Sanders, Dee Dee Bridgewater, Terell Stafford und Cyrus Chestnut (Kaleidoscope, 2018). Unter eigenem Namen legte er das Album Escape Velocity (2016) vor. Gegenwärtig lebt er in Brooklyn, New York und unterrichtet an der School of the Arts der Columbia University. Im Bereich des Jazz war er zwischen 2001 und 2018 an 22 Aufnahmesessions beteiligt, u. a. auch mit Todd Marcus, Greg Murphy, Eric Wyatt, Lauren Henderson, Theo Croker (Star People Nation, 2019) und McClenty Hunter.